# Simputer
Simputer (от англ. simple и computer, то есть простой компьютер) был автономным карманным компьютером на базе Linux с открытым аппаратным обеспечением, впервые выпущенным в 2002 году. Разработанный и распространяемый в основном в Индии, продукт задумывался как недорогая альтернатива персональным компьютерам. Изначально планировалось продать 50 000 компьютеров, но к 2005 году было продано всего около 4 000 штук, и поэтому источники новостей назвали его провалом.

## Дизайн и оборудование
Устройство было разработано Simputer Trust, некоммерческой организацией, основанной в ноябре 1999 года семью индийскими учеными и инженерами во главе с доктором Свами Манохар. Слово «Simputer» является аббревиатурой от «простого, недорогого и многоязычного компьютера для людей» и является товарным знаком Simputer Trust. Устройство имеет встроенное программное обеспечение для преобразования текста в речь и работает под управлением операционной системы Linux. По внешнему виду похожий на класс карманных компьютеров PalmPilot, сенсорный экран управляется стилусом; программное обеспечение для распознавания рукописного ввода предоставляется программой Tapatap.
Simputer Trust предоставила лицензии на создание устройств двум производителям: Encore Software, который создал Mobilis для SATHI в оборонных целях, а также для корпоративных/образовательных целей, и PicoPeta Simputers, который выпустил потребительский продукт под названием Amida Simputer.
Устройство включает в себя: сенсорный экран, смарт-карту, последовательный порт и USB-соединение, а также порт Infrared Data Association (ИК-порт). Он был выпущен как в оттенках серого, так и в цветном исполнении.

## Программное обеспечение
Simputer использует ядро Linux (версия 2.4.18 по состоянию на июль 2005 г.) и диспетчер окон Alchemy (только на Amida Simputer). Пакеты программного обеспечения включают: планирование, календарь, запись и воспроизведение голоса, простое приложение для работы с электронными таблицами, подключение к Интернету и сети, просмотр веб-страниц и электронной почты, электронную библиотеку, игры и поддержку Java ME, DotGNU (бесплатная программная реализация .NET) и Flash.
Кроме того, оба лицензиата разработали специальные приложения для микробанкинга, дорожной полиции, а также медицинские приложения.

## Использование
В 2004 году Simputer использовались правительством штата Карнатака для автоматизации процесса регистрации земель. Компьютеры также использовались в амбициозном проекте в Чхаттисгархе с целью электронного образования. В 2005 году они использовались в разных целях, таких как диагностика автомобильных двигателей (Mahindra & Mahindra в Мумбаи), отслеживание движения железной руды от шахты до точки отгрузки (Демпо (фирма), Гоа), микрокредитование (Сангхамитра, Майсур), электронные денежные переводы между Великобританией и Ганой (системы XK8, Великобритания) и другие. В последнее время, Simputer использовался полицией для отслеживания нарушителей правил дорожного движения и выдачи штрафов за нарушение правил дорожного движения.[когда?]

## Коммерческое производство
Опытное производство Simputer началось в сентябре 2002 года. В 2004 году Amida Simputer стал коммерчески доступным по 12450 индийских рупий и выше (примерно 240 долларов США). Цены на Amida Simputer зависят от типа экрана (монохромный или цветной).
К 2006 году оба лицензиата прекратили активный маркетинг своих устройств Simputer. PicoPeta была приобретена Geodesic Information Systems (разработчиком систем связи и систем совместной работы) в 2005 году.